# Systasis parvula
Systasis parvula är en stekelart som beskrevs av Thomson 1876. Systasis parvula ingår i släktet Systasis och familjen puppglanssteklar. Arten är reproducerande i Sverige. Inga underarter finns listade i Catalogue of Life.